# I Feel Bad
I Feel Bad – amerykański serial telewizyjny (komedia) wyprodukowany przez  Universal Television, Paper Kite Productions, CannyLads Productions oraz  3 Arts Entertainment. Jest luźną adaptacją powieści „I Feel Bad: All Day. Every Day. About Everything” autorstwa Orli Auslander. Serial był emitowany od 19 września 2018 roku do 27 grudnia 2018 roku przez NBC.

13 maja 2019 roku, stacja NBC anulowała serial po jednym sezonie.
Serial opowiada o Emet – żonie, matce, szefowej, która uczy się radzenia sobie z brakami swojej perfekcyjności.

## Obsada

### Główna
- Sarayu Blue jako Emet Kamala-Sweetzer[3]
- Paul Adelstein jako David Sweetzer[3]
- Zach Cherry jako Norman[4]
- James Buckley jako Chewey[5]
- Johnny Pemberton jako Griff[6]
- Madhur Jaffrey jako Maya Kamala[7]
- Brian George jako Sonny Kamala

### Role drugoplanowe
- Lily Rose Silver jako Lily
- Rahm Braslaw jako Louie

## Odcinki
| Sezon | Odcinki | Oryginalna emisja w NBC | Oryginalna emisja w NBC |
| Sezon | Odcinki | Premiera sezonu         | Finał sezonu            |
| ----- | ------- | ----------------------- | ----------------------- |
| 1     | 13      | 19 września 2018        | 27 grudnia 2018         |

### Sezon 1 (2018)
| Nr | Tytuł                             | Reżyseria           | Scenariusz                       | Premiera w NBC       |
| -- | --------------------------------- | ------------------- | -------------------------------- | -------------------- |
| 1  | Pilot                             | Julie Anne Robinson | Aseem Batra                      | 19 września 2018     |
| 2  | I Get Sick of Being Needed        | Tristram Shapeero   | Andy Bobrow                      | 19 września 2018     |
| 3  | I Lie to My Kids                  | Julie Anne Robinson | Annie Weisman                    | 4 października 2018  |
| 4  | My Kid Has to Grow Up             | Julie Anne Robinson | Annie Weisman                    | 11 października 2018 |
| 5  | I’m Vain A.F.                     | Linda Mendoza       | Mathew Harawitz                  | 18 października 2018 |
| 6  | I'm a Massive Hypocrite           | Julie Anne Robinson | Teri Schaffer, Raynelle Swilling | 25 października 2018 |
| 7  | I'm Not Sentimental               | Alex Reid           | Rupinder Gill                    | 1 listopada 2018     |
| 8  | Miss Important Moments            | Julie Anne Robinson | Nicole Sun                       | 15 listopada 2018    |
| 9  | I Need My Mom                     | Rebecca Asher       | Julian Kiani                     | 29 listopada 2018    |
| 10 | My Kids Barely Know Their Culture | Michael Spiller     | Anthony Gioe, Nick Mandernach    | 6 grudnia 2018       |
| 11 | We're Not Fun Anymore             | Phil Traill         | Aseem Batra, Krystal Banzon      | 13 grudnia 2018      |
| 12 | I Don't Know My Dad               | Ken Whittingham     | Aseem Batra, Brian Ashburn       | 27 grudnia 2018      |
| 13 | There's Never Enough Time         | Julie Anne Robinson | Aseem Batra                      | 27 grudnia 2018      |

## Produkcja
Na początku lutego 2018 roku NBC zamówiła pilotowy odcinek serialu od Aseem Batra, Amy Poehler oraz Julie Anne Robinson.
W tym samym miesiącu poinformowano, że główne role zagrają Paul Adelstein i Sarayu Blue.
W kolejnym miesiącu ogłoszono, że Zach Cherry, James Buckley oraz Johnny Pemberton dołączyli do obsady.
8 maja 2018 roku stacja NBC ogłosiła  zamówienie pierwszego sezonu komedii, którego emisja została zaplanowana na sezon telewizyjny 2018/2019.
Na początku sierpnia 2018 roku poinformowano, że Madhur Jaffrey zagra w serialu.